# 913
| 913                |
| ------------------ |
| Dødsfald - Fødsler |
|                    |

| Gregoriansk kalender | 913 CMXIII              |
| Ab urbe condita      | 1666                    |
| Armensk kalender     | 362 ԹՎ ՅԿԲ              |
| Kinesiske kalender   | 3609 – 3610 壬申 – 癸酉 |
| Etiopisk kalender    | 905 – 906               |
| Jødisk kalender      | 4673 – 4674             |
| Hindukalendere       |                         |
| - Vikram Samvat      | 968 – 969               |
| - Shaka Samvat       | 835 – 836               |
| - Kali Yuga          | 4014 – 4015             |
| Iransk kalender      | 291 – 292               |
| Islamisk kalender    | 300 – 301               |

Se også 913 (tal)

## Dødsfald
- Pave Anastasius 3.